# ナイトdeライト
ナイトdeライト（ナイトデライト）は、2006年に北海道札幌市で結成された日本の4人組ロックバンド。北海道を拠点として全国的に活動している。
キャッチコピーは「希望を歌うロックバンド」。

## 略歴
2006年 (平成18年)
- 結成。北海道札幌市で結成された希望を歌う4人組ロックバンド。バンド名は『暗闇に光を』という彼らの目標から、長沢が職場の一緒だった三橋に提案して付けられた。
- 5月、東京で開催された「JAPAN G.POPコンテスト」で初ステージで審査員特別賞を受賞。

2009年 (平成21年)
- 12月12日、1st Single『It's OK !!』発売。

2011年 (平成23年)
- メンバー全員がフルタイムでのバンド活動開始。
- 3月、STVラジオ「なまらん」にて初のラジオ出演。
- 6月、香港で初の海外公演を行う。

2012年 (平成24年)
- 1月、「終わらない夢」がJ1リーグ・コンサドーレ札幌の公式サポートソングに採用される。
- 5月5日、1st Album『phyction』発売。

2013年 (平成25年)
- 7月、アンジェラ・アキの前座として、JOIN ALIVE初出演。

2014年 (平成26年)
- 7月、初の海外ツアー  シンガポール公演を行う。

2015年 (平成27年)
- 7月、日本国際飢餓対策機構(JIFH)の親善大使に就任。

2016年 (平成28年)
- 5月、イスラエル独立記念式典にて4,000人の前で演奏し、その後、JIFH親善大使としてカンボジアで演奏。

2017年 (平成29年)
- 4月、北海道ハワイ州友好提携記念調印式オフィシャルミュージシャンに就任。
- 7月、JOIN ALIVE 出演者としては初出場。

2018年 (平成30年)
- 2018年 6月-8月、カラオケの鉄人で、楽曲60曲を配信開始。

2020年 (令和2年)
- 1月～12月、「12ヵ月連続CDリリース」と題して毎月25日に各3曲入りCDをリリース(12月のみ4曲入り)。

## ライブ
一般的なライブハウスなどではもちろんのこと、幼稚園や小・中・高等学校、大学および教会や老人ホーム、結婚式会場などでも積極的に行われている。
2014年度の「北海道100本ライブ」の際には、イオンモールや育児院、さらには釧路刑務所や函館刑務所でもライブを行った。

## メンバー
- 平野翔一（ひらの しょういち）ボーカル＆ギター、アコースティックライブではボーカルのみ、1985年2月8日（40歳）生、A型

愛称は「ヒラノ」
長沢は小学6年からの同級生。
以前は長沢と「3 to 1」というバンドを組んでいた。
- 三橋恵之矩（みつはし えのく）エレキギター、アコースティックライブではギター(リズムギター)、1983年7月29日（41歳）生、O型

愛称は「エノク」「のっくん」
ハワイ生まれ ハワイ育ち。
バンド結成しようと声をかけた人物。
- 長沢紘宣（ながさわ ひろのり）ベース＆コーラス、アコースティックライブではギター(リードギター)＆コーラス、1984年12月5日（40歳）生、A型

愛称は「ヒロ」
ナイトdeライトのリーダー。
ナイトdeライトの曲の半数近くを作詞・作曲している。
田中不在時のアコースティックライブでカホンを担当したことがある。
以前は平野と「3 to 1」というバンドを組んでいた。
平野とは小学6年からの同級生。
兄の長沢崇史はナイトdeライトのスーパーバイザーである。
- 田中満矢（たなか みちや）ドラム＆パーカッション＆ハーモニカ、アコースティックライブではカホン、1983年7月18日（41歳）生

愛称は「ミチヤ」「ミッチー」
即興ソングを得意とする。

## 作品

### シングル
|          | 発売日         | タイトル                 | 規格                                | 規格品番 | 収録曲                                                              |
| -------- | -------------- | ------------------------ | ----------------------------------- | -------- | ------------------------------------------------------------------- |
| 1st      | 2009年12月12日 | It's OK !!               | 12cmCD                              | NDLM-001 | 1. It's OK !! 2. Stain 3. 愛心                                      |
| 2nd      | 2011年5月15日  | 家                       | 12cmCD(廃盤) デジタル・ダウンロード | NDLM-002 | 1. 家 2. かけがえのないもの                                         |
| 3rd      | 2013年4月1日   | 君はそれで素晴らしい/AKA | 12cmCD デジタル・ダウンロード       | NDLM-004 | 1. AKA 2. 君はそれで素晴らしい 3. 終わらない夢-みんなの夢version-   |
| special  | 2014年4月1日   | 大地の心                 | 12cmCD(非売品)                      | NDLM-006 | 1. 大地の心                                                         |
| 4th      | 2014年8月6日   | モノグラム               | 12cmCD デジタル・ダウンロード       | NDLM-007 | 1. モノグラム 2. a prodigal son 3. 強さ誇らず 4. Stain              |
| 5th      | 2019年1月17日  | 青空の約束               | 12cmCD                              | NDLM-012 | 1. 青空の約束 2. 大家族                                             |
| 6th      | 2020年1月25日  | NEEDLE                   | 12cmCD デジタル・ダウンロード       | NDLM-013 | 1. ＃40 2. アンパンのヒーロー 3. 青のリュウゼツラン                 |
| 7th      | 2020年2月25日  | indication               | 12cmCD デジタル・ダウンロード       | NDLM-014 | 1. Finishing Well 2. Prayer 3. 永遠                                 |
| 8th      | 2020年3月25日  | gleamer                  | 12cmCD デジタル・ダウンロード       | NDLM-015 | 1. Granny 2. 曲の途中で語るやつやってみたい 3. マーガレットの花びら |
| 9th      | 2020年4月25日  | honesty                  | 12cmCD                              | NDLM-016 | 1. すっぽりとはまる 2. 詩的empty 3. 365                             |
| 10th     | 2020年5月25日  | tribute                  | 12cmCD                              | NDLM-017 | 1. 愛の贈り物 2. ぼくはなんにでもなれる 3. 2歳とアイス              |
| 11th     | 2020年6月25日  | determination            | 12cmCD                              | NDLM-018 | 1. rule 2. スピーチは臆病者 3. 幸せってなんだろう                   |
| 12th     | 2020年7月25日  | enamorado                | 12cmCD デジタル・ダウンロード       | NDLM-019 | 1. サマチャレ 2. thinking of you feat.アンジキジョイ 3. Voice       |
| 13th     | 2020年8月25日  | LEGIT                    | 12cmCD                              | NDLM-020 | 1. wave 2. 花火 3. 雨晴れ                                           |
| 14th     | 2020年9月25日  | intimacy                 | 12cmCD デジタル・ダウンロード       | NDLM-021 | 1. 爽籟 2. 七つの海 3. 今IMASU                                      |
| 15th     | 2020年10月25日 | grain                    | 12cmCD                              | NDLM-022 | 1. 翼 2. 残り花 3. 羊と山羊                                         |
| 16th     | 2020年11月25日 | hug                      | 12cmCD                              | NDLM-023 | 1. Just Breathe feat. erikagrace 2. カラフル 3. 最高のクリスマス    |
| 17th     | 2020年12月25日 | thankful                 | 12cmCD                              | NDLM-024 | 1. 生きててくれてありがとう 2. 声命 3. またね 4. 枕                 |
| 18th     | 2021年2月17日  | 桜                       | 12cmCD デジタル・ダウンロード       | NDLM-025 | 1. 桜 2. チェッカーフラッグ 3. MAZE 4. 生きててくれてありがとう     |
| 配信限定 | 2021年8月1日   | せき裸裸なるままに       | デジタル・ダウンロード              | -        | 1. せき裸裸なるままに                                               |

### アルバム
|          | 発売日         | タイトル           | 規格                          | 規格品番          | 収録曲 |
| -------- | -------------- | ------------------ | ----------------------------- | ----------------- | --- |
| 1st      | 2012年5月5日   | phyction           | 12cmCD デジタル・ダウンロード | NDLM-003          | 1. 1/40 2. phyction 3. シンボウ人 4. 明日への歌 5. 特別記念日 6. 証 7. pinakas 8. 真価論 |
| 2nd      | 2013年9月11日  | nonfiXion          | 12cmCD デジタル・ダウンロード | NDLM-005/DQC-1135 | 1. 大切サウンドぅ 2. 虹 3. essence 4. ストレスキュー隊 5. きみの笑顔 ぼくの笑顔 6. 悩み解決事務所 7. nonfiXion                                                                                                |
| 3rd      | 2015年4月22日  | Familia            | 12cmCD デジタル・ダウンロード | NDLM-008          | 1. Familia 2. 悲しみをこえてゆけ 3. Believer 4. わがまま 5. 所帯持ったっていいじゃない 6. 夜明け前 7. NIJI 8. モノグラム 9. 不器用親父 10. 家 11. MISSION feat. LIONEER & Emily Hashimoto 12. 光 13. ハンガー |
| acoustic | 2016年2月17日  | Acoustic Selection | 12cmCD デジタル・ダウンロード | NDLM-009          | 1. トドケウタ 2. バランスボーイ 3. ブランコ 4. ハンドル 5. シンボウ人 6. 白彗 |
| 4th      | 2017年3月15日  | SHIFT              | 12cmCD デジタル・ダウンロード | NDLM-010          | 1. 1/1 2. 人生ロデオ 3. Spare me!! 4. 撚り糸 5. キシカイセイ 6. 白彗 7. プレゼント 8. Separate 9. Let Every Nation 10. ポラリス 11. 僕らのページ                                                              |
| 5th      | 2018年7月11日  | Quarter            | 12cmCD デジタル・ダウンロード | NDLM-011          | 1. can 2. 恋から愛へ 3. いいから俺について来い 4. とまり木 5. 自由のペン 6. 幸せでした 7. eyes 8. エデン 9. ギターケース                                                                                      |
| 6th      | 2022年11月23日 | puzzle             | 12cmCD デジタル・ダウンロード | NDLM-026          | 1. Cross 2. Fighter 3. surf 4. 遠回り 5. あれ 6. 歌がなければ 7. タトエ 8. クリーム 9. 春、訪れ。 10. ブラザー 11. proud 12. 人生行路                                                                         |

### 未収録曲
- 明日の世界

作詞/作曲:長沢紘宣
完全非売品アルバムに収録。
同じ題材で『Prayer』として書き直され、「indication」に収録された。
- Psalm 139

作詞/作曲:田中満矢
完全非売品アルバムに収録。
ライブでは最近でも稀に披露される。
公式YouTubeチャンネルでライブ映像を見ることができる。
- らってみよう

作詞/作曲:三橋恵之矩
完全非売品アルバムに収録。
- エール

作詞/作曲:田中満矢
完全非売品アルバムに収録。
元々は3rdアルバム「Familia」に収録される予定だったが、『光』に変更されたと言う。
- Shine

作詞/作曲:三橋恵之矩
- 彼のファッションセンス

作詞/作曲:三橋恵之矩
- 海遊館のうた

作詞/作曲:長沢紘宣
関西で行われるライブでの定番曲。
- 感謝の言葉

作詞/作曲:平野翔一
- あたたかいもの

作詞/作曲:平野翔一
- Monday

作詞/作曲:長沢紘宣
- 愛します あなたのすべて

作詞/作曲:長沢紘宣
- きみの笑顔 ぼくの笑顔（Christmas ver.）

作詞/作曲:田中満矢
- 炭リッチの歌

作詞/作曲:長沢紘宣
「石焼きイタリアン 炭リッチ」CMソング。
- CINC SHOPのテーマ

作詞/作曲:長沢紘宣
「CINC SHOP」CMソング。
- 己道

作詞/作曲:田中満矢
読み方は「こどう」。
2021年8月27日にYouTubeにて配信された有料オンラインライブ「民放大作戦やるぜ ありがとうだぜ 応援してくれよなライブ from SUSUKINO810」で初披露。
- ひとつだけ

作詞/作曲:平野翔一
YouTubeチャンネル「NOBU塾 1.0」テーマソング。
2024年2月15日に「NOBU塾 1.0」のYouTubeチャンネルにて公開。

### 参加作品
| 発売日         | タイトル                                                                | 規格品番  | 収録曲       |
| -------------- | ----------------------------------------------------------------------- | --------- | ------------ |
| 2009年         | CCCクリスマスコンピレーションアルバム2009 「The Delights od Christmas」 | (不明)    | 愛心         |
| 2012年3月10日  | LET'S ROCK! 2012                                                        | TECI-1327 | 終わらない夢 |
| 2014年08月20日 | 阪神タイガース 選手登場曲 2014                                          | UICZ-8150 | Stain        |
| 2016年         | 熊本・大分復興支援チャリティアルバム「キセキ」                          | 非売品    | シンボウ人   |

## 曲のジャンル
ロック、ポップ、バラード、ゴスペルなど様々なジャンルの曲がある。

## タイアップ
| 曲名                              | 曲名          | タイアップ                                                                  |
| --------------------------------- | ------------- | --------------------------------------------------------------------------- |
| 終わらない夢                      | 2012年1月     | コンサドーレ札幌（当時）公式サポートソング                                  |
| 終わらない夢                      | 2012年3月     | 石屋製菓「白い恋人」テレビCM                                                |
| 虹                                | 2013年1月     | 大丸札幌店内BGM                                                             |
| AKA                               | 2013年9月     | 「北海道いのちの電話」チャリティソング                                      |
| 君はそれで素晴らしい              | 2013年9月     | 「北海道いのちの電話」チャリティソング                                      |
| Stain                             | 2014年度      | 阪神タイガース マット・マートン選手登場曲                                   |
| 大地の心                          | 2015年1月     | 「ルスツリゾート」テレビCM                                                  |
| 所帯持ったっていいじゃない        | 2015年7月     | 「宮文刃物店」テレビCM                                                      |
| 炭リッチソング                    | 2017年夏      | カムリッチ「炭リッチ」テレビCM                                              |
| 青空の約束                        | 2017年        | 「日本国際飢餓対策機構」チャリティソング                                    |
| シンボウ人                        | 2017年9月30日 | ハウス食品「バーモントカップ」 全国テレビCM                                 |
| チェッカーフラッグ                | 2018年        | 「第4回 地域創生モーターショー」イメージソング                              |
| 僕らのページ                      | 2018年        | シルバーフェリー テレビCM                                                   |
| Separate                          | 2019年        | 発紘電機 テレビCM                                                           |
| 幸せってなんだろう                | 2020年6月     | STVラジオ推薦曲                                                             |
| 生きててくれてありがとう          | 2021年        | 「北海道いのちの電話」タイアップソング                                      |
| 生きててくれてありがとう          | 2021年        | TVhテレビ北海道「スイッチン！」エンディング曲                               |
| CINC SHOPのテーマ                 | 2021年        | 「CINC SHOP」テレビCM                                                       |
| せき裸裸なるままに                | 2021年        | TVhテレビ北海道「ナイトdeライトのせき裸裸なるままに」オリジナルテーマソング |
| すっぽりとはまる                  | 2021年        | TVhテレビ北海道「スイッチン！」エンディング曲                               |
| proud                             | 2022年        | 株式会社二階堂 タイアップ曲                                                 |
| ひとつだけ 〜 NOBU塾からキミへ ～ | 2024年        | YouTuber「NOBU塾 1.0」テーマソング                                          |

## 出演

### テレビ
- ナイトdeライトのせき裸裸なるままに（TVhテレビ北海道、2021年7月3日 - ）[3]

毎週土曜日深夜2:15 - 2:30

### ラジオ

#### 放送中
- ナイトdeライト リビング(ナイリビ)（FMノースウェーブ、2021年4月4日 - ）[4]

パーソナリティ：田中満矢、三橋恵之矩
毎週日曜日21:00 - 22:00
- ナイトdeライトのとまり木ラジオ（ラジオカロスサッポロ、2021年11月2日 - ）

パーソナリティ：平野翔一
毎週火曜日17:00 - 18:00
『ナイトdeライトの所帯持ったっていいじゃない』の後継番組。
生放送の際はラジオと並行して、ナイトdeライト公式YouTubeチャンネルでスタジオの映像を見ながらラジオを聴くことができるようになっている。

### ネット生配信
- ROAD TO ZEPP SAPPORO（YouTube、2019年4月9日 - 10月22日）

レギュラー出演：平野翔一、田中満矢
毎週火曜日21:00 -

#### 過去
- ナイトdeライトのストレスキュー隊！！ Supported by オトキタ（FMしろいし、2014年1月 - 6月）

パーソナリティ：長沢紘宣
毎週木曜日19:00 - 20:00（2014年1月 - 6月）
- ナイトdeライトのクロスオーバー（Radio TxT FMドラマシティ、2016年7月 - 2018年5月31日）

パーソナリティ：平野翔一
毎週火曜日18:00 - 19:00（2016年7月 - 12月）
毎週木曜日18:00 - 19:00（2017年1月 - 2018年5月31日）
- ナイトdeライトの所帯持ったっていいじゃない（ラジオカロスサッポロ、2015年4月 - 2021年10月）

パーソナリティ：長沢紘宣
毎週金曜日19:00 - 20:00（2015年4月 - 2021年10月）
2019年より、生放送の際はラジオと並行して、ナイトdeライト公式YouTubeチャンネルでスタジオの映像を見ながらラジオを聴くことができるようになっている。

### CM
- 刃物専門店宮文（2015年 - 、テレビ・ラジオ）
- シルバーフェリー（2019年、ウェブ）
- CINC SHOP（2021年 - 、テレビ）

### PV放映
- song@北!（HBC北海道放送、27:00 - 28:00頃）
  - 「終わらない夢」（2012年5月9日 - 6月15日）
  - 「明日への歌」（2012年10月7日 - 11月5日）
  - 「君はそれで素晴らしい」（2013年7月10日 - 7月31日）
  - 「モノグラム」（2014年9月15日 - 11月9日）
  - 「所帯持ったっていいじゃない」（2015年6月14日 - 7月19日）
  - 「桜」（2021年4月19日 - 5月31日）

## カラオケ配信曲
| 曲・アルバム名 | 配信開始時期  | メーカー       |  |
| --- | ------------- | -------------- |  |
| 終わらない夢 | 2012年        | JOYSOUND       |  |
| 終わらない夢 | 2012年        | カラオケの鉄人 |  |
| 終わらない夢 | 2017年        | 第一興商DAM    |  |
| separate《本人映像》 | 2017年9月1日  | JOYSOUND       |  |
| 『phyction』 『君はそれで素晴らしい/AKA』 『nonfiXion』 『モノグラム』収録曲                                                                                | 2018年6月8日  | カラオケの鉄人 |  |
| 『Familia』 『SHIFT』(「Let Every Nation」まで)収録曲 | 2018年7月26日 | カラオケの鉄人 |  |
| 大地の心 『Acoustic Selection』 『SHIFT』(「ポラリス」以降) 『Quarter』収録曲                                                                               | 2018年9月20日 | カラオケの鉄人 |  |
| Stain | 2019年        | 第一興商DAM    |  |
| Stain | 2021年2月     | JOYSOUND       |  |
| シンボウ人 君はそれで素晴らしい《本人映像》 モノグラム《本人映像》 強さ誇らず NIJI 家 撚り糸 白彗 ポラリス Finishing Well 幸せってなんだろう《本人映像》 桜 | 2021年2月     | JOYSOUND       |  |

※JOYSOUND配信曲は「終わらない夢」を除き採点不可。

## YouTube
音楽動画だけに留まらず、料理や対決、大喜利なども行なっている。2017年4月より編集担当者が変わったこともあり、2021年頃までは精力的にYouTubeでも活動していた。

### 主な動画内容
- ナイトdeライトチャンネル

2012年よりスタート。絵しりとり対決やフリスビー対決、野球対決、替え歌選手権などの企画物。YouTuberとしてのナイトdeライトを見ることができる。2023年3月を最後に更新が途絶えている。
- ナイトdeライトdocumentary

2017年よりスタート。ライブのメイキング映像などをドキュメンタリー形式にまとめたもの。
- Promotion Video

ミュージックビデオ。
また、2018年12月より毎週金曜日に、5thシングル『青空の約束』収録曲までの50曲と、「最高のクリスマス」のリリックビデオを公開していた。
- 歌うたいのレストラン

2011年よりスタート。以前は料理人として働いていたボーカル平野の料理企画。オリジナル料理を紹介。2013年9月を最後に更新が途絶えている。

## 主なライブ

### ワンマンライブ・主催イベント
- 2006年 - KRAPS HALLワンマンライブ
- 2010年 - ワンマンライブ 『真価論』
- 2011年 - 「ナイトdeライトはワンマンライブで何をするのか。しないのか。春｡」@BESSIE HALL
- 2012年 - 東京ワンマンライブ
- 2012年 - レコ発ワンマンツアー『phyction』
- 2013年 - レコ発ワンマン全国ツアー『朱に交わればAKAくなる』
- 2013年 - C.I.Project × ナイトdeライト tour 2013「One Steps ～いつ踏み出すの？今でしょッ!! ～」
- 2013年 - レコ発ワンマン全国ツアー『nonfiXion』
- 2014年度 - 「北海道100本ライブ」
- 2014年～2018年3月（毎月主に第3月曜日） - 「ナイトdeライトの月1パァリィナイ」
- 2014年 - レコ発全国ツアー『モノグラム』
- 2015年 - レコ発ワンマンツアー『Familia』
- 2016年4月 - 『トドケウタ〜結成10周年記念コンサート〜』@道新ホール（主催:FM北海道）
- 2016年11月27日 - ミュージックビュッフェ -秋-
- 2017年 - 「ナイトdeライト TOUR2017 ▸▸ SHIFT」ファイナルのZepp DiverCity Tokyoでは、約1,500人を動員。
- 2017年8月24日〜26日 - ナイトdeライト バンド合宿
- 2017年9月23日 - ナイトdeライト Live in HAMAMATSU
- 2017年10月15日 - ナイトdeライトアコースティックライブin登別
- 2017年11月19日 - ハワイアンナイト
- 2017年11月24日 - ナイトdeライトワンマンライブ「UP TO YOU LIVE」
- 2018年6月8日、7月26日、8月23日 - カラオケの鉄人にて楽曲60曲を配信開始。それを記念し、カラオケの鉄人とのコラボ企画として、東京で初めて「ナイトdeライトの月1パァリィナイ」を3ヶ月連続で開催。
- 2018年 - 「UP TO YOU全国入場無料ツアー」。ファイナルは11月18日のZeppなんば大阪。
- 2018年2月11日 - 第4回ナイトdeライトアコースティックライブin伊達
- 2018年7月14日 - ナイトdeライト SUMMER LIVE
- 2018年12月21日 - ナイトdeライトChristmas Concert@札幌時計台ホール
- 2018年12月22日 - ナイトdeライトのクリスマスパァリィナイ
- 2019年4月25日、5月28日、6月20日、7月23日、8月22日 - ナイトdeライト UP TO YOU 時計台ライブ
- 2019年8月18日 - 第5回ナイトdeライト UP TO YOUライブin伊達
- 2019年10月19日 - Zepp札幌 ワンマンライブ
- 2019年12月17日 - ナイトdeライトのクリスマスパァリィナイ
- 2020年2月10日 - 12カ月連続CDリリース記念ライブTOKYO
- 2020年4月20日〜2024年現在 毎月1回 - UP TO YOUライブ生配信
- 2020年12月6日 - 無観客配信ライブ from cube garden
- 2021年2月26日 - 「桜」リリース記念無観客生配信ライブ from SUSUKINO810
- 2021年8月27日 - 民放作戦やるぜ ありがとうだぜ 応援してくれよなライブ from SUSUKINO810
- 2021年11月7日 - ナイトdeライトLive at #TSUTAYA新道東駅店2Fカフェラウンジ
- 2021年12月18日 - Night de Light RESPECTS LIVE Vol.1 ナイトdeライト×かりゆし58ツーマンショー
- 2022年5月10日 - ナイトdeライトワンマンライブin SHIBUYA 2022
- 2022年11月5日 - ナイトdeライト16周年記念ライブin関西
- 2022年11月8日 - Night de Light RESPECTS LIVE Vol.2 @渋谷（FLOWとのツーマンライブ）
- 2022年11月12日 - Night de Light RESPECTS LIVE Vol.2 @札幌（日食なつこ、忘れらんねえよとのスリーマンライブ）
- 2023年4月21日、4月27日、5月25日 - ナイトdeライト tour 2023『puzzle』
- 2023年10月23日、11月7日、12月14日 - ナイトdeライトの月1パァリィナイ2023
- 2024年5月24日 - NIGHT DE LIGHT ONE MAN SHOW TOKYO

### 北海道100本ライブ
- 2014年4月から3月までの1年を通して行われた一大イベント。普段ライブできないような場所を含めた道内100箇所を回り、1年で100本のライブを行った。なお、それ以外に道外でも通常のライブを行ったため、2014年度は全部で100以上ものライブを行ったことになる。
- 釧路刑務所でライブを行った際には感謝状を贈られた[10]。
- 北海道100本ライブの一環として始められた「ナイトdeライトの月1パァリィナイ」は、イベントが終わった2018年現在も継続されている。(2018年3月をもって不定期開催に。)
- 12月20日のライブ終了後、三橋のエフェクターが盗難されるという事件があったが、見つけることが出来た。
- なお、公式YouTubeチャンネルでは、このライブを追ったドキュメンタリー映像がアップされている。

北海道100本ライブ一覧表
| No. | 日付     | ライブ                                   |
| --- | -------- | ---------------------------------------- |
| 1   | 4月1日   | BESSIE HALL                              |
| 2   | 4月3日   | サッポロファクトリー                     |
| 3   | 4月4日   | 帯広 稲田南福祉センター                  |
| 4   | 4月5日   | 帯広 結婚披露宴                          |
| 5   | 4月19日  | イオン岩見沢店                           |
| 6   | 4月19日  | イオン岩見沢店                           |
| 7   | 4月20日  | ゴールデンマーケット                     |
| 8   | 4月21日  | 月１パァリィナイ                         |
| 9   | 4月26日  | 結婚披露宴                               |
| 10  | 4月29日  | 音楽処                                   |
| 11  | 5月10日  | 北海道いのちの電話                       |
| 12  | 5月19日  | 月１パァリィナイ                         |
| 13  | 5月20日  | ふたば薬局                               |
| 14  | 5月25日  | イオン釧路店                             |
| 15  | 5月25日  | イオン釧路店                             |
| 16  | 5月26日  | 馬木葉クラブ                             |
| 17  | 5月26日  | 桜ヶ丘病院デイケアセンター               |
| 18  | 5月27日  | つるい養正邑病院精神作業療法室           |
| 19  | 5月27日  | 老健施設えんれい荘                       |
| 20  | 5月27日  | グループホームのんき                     |
| 21  | 5月30日  | 知床第一ホテル                           |
| 22  | 5月31日  | くしろチューリップ&花フェア              |
| 23  | 6月7日   | グループホームあい                       |
| 24  | 6月7日   | 買物公園通りストリートライブ             |
| 25  | 6月8日   | 旭川育児院                               |
| 26  | 6月8日   | 旭川育児院応援隊フォスターコンサート     |
| 27  | 6月16日  | STVラジオドキドキお祭りプラザ            |
| 28  | 6月16日  | 月１パァリィナイ                         |
| 29  | 6月19日  | 釧路東高等学校                           |
| 30  | 6月20日  | 丹頂の園                                 |
| 31  | 6月21日  | 釧路刑務所                               |
| 32  | 6月21日  | まりも学園                               |
| 33  | 6月28日  | 玉光堂イオン千歳店                       |
| 34  | 6月29日  | 平原ジャム2014                           |
| 35  | 7月6日   | SOUND AIR 2014                           |
| 36  | 7月19日  | 難治性がん啓発キャンペーン2014           |
| 37  | 7月19日  | HAKODATE黒船2014                         |
| 38  | 7月22日  | 月１パァリィナイ                         |
| 39  | 7月25日  | くしろ霧フェスティバル                   |
| 40  | 7月26日  | 大沼湖水まつり                           |
| 41  | 8月2日   | Music Fes@あそびーち石狩                 |
| 42  | 8月3日   | とうま蟠竜まつり                         |
| 43  | 8月3日   | 買物公園通りストリートライブ             |
| 44  | 8月3日   | 買物公園通りストリートライブ             |
| 45  | 8月8日   | モノグラムツアー北見ワンマン             |
| 46  | 8月9日   | ウイングベイ小樽ライブ                   |
| 47  | 8月10日  | モノグラムツアー旭川ワンマン             |
| 48  | 8月15日  | モノグラムツアー釧路ワンマン             |
| 49  | 8月16日  | モノグラムツアー帯広ワンマン             |
| 50  | 8月17日  | クローバー夏祭り                         |
| 51  | 8月18日  | 月１パァリィナイ                         |
| 52  | 8月21日  | サッポロファクトリー                     |
| 53  | 8月23日  | モノグラムツアー函館ワンマン             |
| 54  | 8月30日  | モノグラムツアー札幌ワンマン             |
| 55  | 8月31日  | 天狗山まつり                             |
| 56  | 9月6日   | AIR SOUND OF SHAKOTAN 2014               |
| 57  | 9月7日   | チャリティマルシェ                       |
| 58  | 9月10日  | 北海道いのちの電話チャリティ             |
| 59  | 9月10日  | 北海道いのちの電話チャリティ             |
| 60  | 9月22日  | 月１パァリィナイ                         |
| 61  | 9月26日  | 江別市立対雁小学校                       |
| 62  | 9月27日  | さっぽろオータムフェスト2014             |
| 63  | 9月29日  | 帰ってきました！音信です！               |
| 64  | 10月2日  | 元野幌めぐみ幼稚園                       |
| 65  | 10月4日  | 岩見沢 南コミュニティセンター            |
| 66  | 10月11日 | 武蔵祭@北海道武蔵女子短期大学            |
| 67  | 10月13日 | 蘭越町ライブ                             |
| 68  | 10月27日 | 月１パァリィナイ                         |
| 69  | 10月30日 | 親子クラス                               |
| 70  | 11月2日  | CaffeineLIVE                             |
| 71  | 11月11日 | オレンジリボンキャンペーン               |
| 72  | 11月11日 | アーサー・ホーランドトークイベント       |
| 73  | 11月15日 | 北海道札幌国際情報高等学校               |
| 74  | 11月17日 | 月１パァリィナイ                         |
| 75  | 11月21日 | サッポロファクトリー                     |
| 76  | 11月26日 | 稚内南中学校                             |
| 77  | 11月26日 | 稚内地域ライブ@稚内南中学校              |
| 78  | 11月27日 | 萩見幼稚園                               |
| 79  | 11月27日 | サロベツマイハート                       |
| 80  | 12月6日  | クリスマスコンサート@七飯町文化センター  |
| 81  | 12月10日 | フォーエバーリビングプロダクツジャパン   |
| 82  | 12月11日 | 手稲ロータス会                           |
| 83  | 12月13日 | 函館刑務所                               |
| 84  | 12月14日 | Café Oliveクリスマスライブ               |
| 85  | 12月15日 | 月１パァリィナイ                         |
| 86  | 12月16日 | Honey Milkクリスマスパーティー           |
| 87  | 12月17日 | 北星学園大学クリスマスコンサート         |
| 88  | 12月18日 | 札幌アシストセンターマザー通所介護事業所 |
| 89  | 12月19日 | 旭川LOVED ONE                            |
| 90  | 12月20日 | クリスマスキャンドルライト               |
| 91  | 1月7日   | デイサービスセンター結                   |
| 92  | 1月19日  | 月１パァリィナイ                         |
| 93  | 1月21日  | Suga Shikao Hitori Sugar Tour 2015       |
| 94  | 1月22日  | 百合が原小学校                           |
| 95  | 1月29日  | オレンジハイツ                           |
| 96  | 2月20日  | サッポロファクトリー                     |
| 97  | 2月23日  | 札幌北ケアセンターそよ風                 |
| 98  | 2月23日  | 月１パァリィナイ                         |
| 99  | 2月24日  | 札幌狸小路商店街ストリートライブ         |
| 100 | 2月28日  | 100本目ライブ                            |

### 出演イベント
※☆はバックバンドとして出演。
- 2011年 - 札幌ドームでのJリーグ開幕戦で演奏。
- 2012年2月11日 - Messe LiveMIX Date Vol.1
- 2012年2月24日 - Sプラ・THE・ライブ Vol.4
- 2012年2月27日 - a remarkable occurrence vol.31
- 2012年4月29日 - オトキタLIVE vol.27@COLONY
- 2012年7月26日 - song@北! MEETING3
- 2013年7月7日 - 11th SOUND AIR 2013
- 2013年7月21日 - JOIN ALIVE 2013。アンジェラ・アキの前座で出演。
- 2013年11月24日 - BTBほっかいどう チャリティイベント
- 2013年11月30日 - Gospel Night 2013
- 2014年7月6日 - SOUND AIR 2014
- 2014年7月19日 - HAKODATE 黒船 2014〜
- 2014年8月2日 - オトキタpresents MUSIC FES.
- 2014年9月6日 - AIR SOUND OF SHAKOTAN 2014
- 2014年9月19日 - COLD Presents 「1st mini album "O.A.O.A" RELEASE PARTY」
- 2014年9月29日 - 帰ってきました！音信です！
- 2014年11月2日 - CaffeineLIVE (Vol.26)
- 2014年11月11日 - アーサー・ホーランド トークイベント
- 2014年12月20日 - クリスマスキャンドルライト
- 2015年1月21日 - Suga Shikao Hitori Sugar Tour 2015 北海道公演のオープニングアクト
- 2015年3月15日 - 心音
- 2015年3月25日 - SLUGGERS vol.66
- 2015年8月2日 - KURA FES 2015
- 2015年8月7日 - DUCE対バンライブ
- 2015年8月30日 - Sapporo Neutral
- 2015年10月9日 - With-S JAM SESSION LIVE Vol.3
- 2015年11月20日 - セレブレーションオブラブ@日本武道館。オープニングアクト[12]。
- 2015年12月27日 - チャリティーライブ「歩きながら未来へ」
- 2016年3月30日 - アーサー・ホーランド出版記念パーティー＆壮行会
- 2016年6月30日 - Blessing Night Sapporo vol.1
- 2016年8月7日 - CaffeineLive (Vol.35)
- 2016年10月29日 - 薬物乱用防止キャンペーンライブ 第2弾
- 2016年12月22日 - さっぽろホワイトイルミネーションコラボレートLIVE2016
- 2017年6月3日 - OTOMORI TIMEWARP presents 4man
- 2017年7月15日 - JOIN ALIVE 2017
- 2017年7月25日 - ゴスペルナイト東京2017@東京国際フォーラム☆
- 2017年8月27日 - LIGHT UP NIPPON HOKKAIDO
- 2017年9月10日 - 北海道いのちの電話コンサート事業2017 「INOCHI MUSIC DAY 2017
- 2017年9月10日 - 第41回 興正学園 学園祭「興正フェスタ」
- 2017年9月23日 - ナイトdeライト Live in HAMAMATSU
- 2017年9月～10月 - 世界食料デー
- 2017年10月5日 - FUNKIST tour 2017 “BORDERLESS” in札幌CORONY
- 2017年10月23日 - いとたいプレゼンツ「いい日になる日」@OYOYO
- 2017年11月18日 - 札幌 Blessing Night
- 2017年12月19日 - Blessing Night 新中野弁天
- 2018年1月14日 - ぐるり サードミニアルバム発売記念LIVE in Sapporo
- 2018年1月28日 - CaffeineLIVE (Vol.42)
- 2018年1月30日 - ゴスペルナイトNEXT@なかのZERO☆
- 2018年3月20日 - Reformation 500th Youth Conference 前夜祭@東京山手教会
- 2018年3月21日 - Reformation 500th Youth Conference@青山学院大学☆
- 2018年4月29日 - スタートラインvol.2
- 2018年7月22日 - 第4回 地域創生モーターショー
- 2018年8月4日 - びばい歌舞裸まつり2018
- 2018年8月24日 - 西日本豪雨災害復興支援 ナイトdeライト チャリティーライブ in東京
- 2018年8月26日 - 青春！部活フェス2018 in 24時間テレビ
- 2018年9月1日 - 西日本豪雨災害復興支援 ナイトdeライト チャリティーライブ in岡山
- 2018年10月4日 - いのちミュージックデー
- 2018年11月3日 - JOYFES YOUTH「ILLUMINATION GOSPEL LIVE」
- 2018年11月10日〜11日 - 世界食料デー
- 2018年12月16日 - 売れフェス Season2 番外編
- 2019年1月12日 - 子宮頸がんを予防しよう！ シャインキャンペーン
- 2019年3月21日 - FUNKIST THE WIND AND THE SUN tour2019 in 旭川CASINO DRIVE
- 2019年3月22日 - FUNKIST THE WIND AND THE SUN tour2019 in 札幌COLONY
- 2019年6月21日〜22日 - #シンサッポロオンガクサイ Vol.8
- 2019年7月14日 - 第5回地域創生モーターショー in 侍士別
- 2019年8月3日 - 第5回エルム高原祭り
- 2019年8月12日 - 泉大津フェスタ2019
- 2019年8月17日 - 札幌blessing night VOL6
- 2019年8月23日 - Wait for the wind in This Land〜この地でかぜまち〜
- 2019年8月30日 - SDGs MUSIC 音楽で世界を知る旅 2019
- 2019年9月1日 - 吉川 Family Presents『僕らの街から』 Vol.12
- 2019年9月7日 - 北海道いのちの電話 開局40周年記念式典
- 2019年9月10日 - いのちミュージックデー
- 2019年9月21日 - 第20回 梨狩り＆BBQ
- 2019年9月28日 - 音ドキッ！LIVE vol.3
- 2019年10月1日 - サッポロファクトリーウィークデーライブ
- 2019年10月3日〜6日 - 世界食料デー
- 2019年10月4日 - 西日本豪雨災害復興支援 ナイトdeライト チャリティライブ in広島
- 2019年11月1日 - チャリティコンサート
- 2019年11月2日〜3日 - 世界食料デー
- 2019年12月6日 - イノイタルPresents「Crack of Hopeful」
- 2020年2月14日 - 浜端ヨウヘイ×ナイトdeライト 2man live
- 2020年9月10日 - いのちミュージックデー2020
- 2020年9月13日 - 新琴似音楽祭2020配信ver.
- 2021年10月30日 - 江別蔦屋書店ライブ
- 2022年7月17日 - やんばるLive
- 2022年7月30日 - 第51回かなやま湖湖水まつり
- 2022年8月25日 - さっぽろグルメ＆夜景フェス2022
- 2022年10月30日 - 八剣山ワイナリー焚き火キャンプ場 1st Anniversary Halloween Camp
- 2022年11月23日、12月23日 - Heavenly Wind Gospel Live 2022
- 2023年4月14日 - マンスリー時計台ライブ 2men show
- 2023年5月27日 - ナイトdeライト×浜端ヨウヘイ “REUNION”
- 2023年6月15日、7月27日、8月18日、9月5日 - マンスリー時計台ライブ 2men show
- 2023年6月30日 - move to the groove vol.2
- 2023年7月13日 - 2023MUSIC LIVE GOCCHA［ゴッチャ］
- 2023年9月3日 - オンザストリート2023イン恵庭
- 2023年9月24日 - 石狩さけまつり
- 2023年11月6日 - 君音 〜FIND YOUR SOUND〜
- 2024年3月5日 - 北海道いのちの電話プロジェクト「きく」ことでいのちが救われる